# Dio (gruppo musicale)
I Dio sono stati un gruppo musicale hard rock/heavy metal formato nell'ottobre 1982 da Ronnie James Dio, in precedenza già noto per essere stato il cantante di altre famose heavy metal band quali Elf, Rainbow e Black Sabbath.
Nell'arco della carriera, il gruppo ha pubblicato dieci album in studio e la sua formazione ha subìto negli anni svariati cambiamenti, con l'eccezione del leader e fondatore Ronnie James Dio. In un'intervista, disponibile sull'edizione speciale della re-release di Holy Diver, Dio afferma di non aver mai avuto intenzione di iniziare una carriera solista, bensì di formare una nuova band con l'amico e batterista Vinny Appice, anch'egli uscito dai Black Sabbath.

## Storia del gruppo
Fuoriusciti dai Black Sabbath per vari disaccordi, nel 1982 Ronnie James Dio e il batterista Vinny Appice formarono insieme un nuovo gruppo, chiamato Dio. Successivamente, si aggiunsero l'ex Rainbow e Wild Horses Jimmy Bain al basso e l'ex Sweet Savage Vivian Campbell alla chitarra.
Nel maggio 1983 il gruppo pubblica l'opera prima Holy Diver, nella quale Ronnie James Dio, oltre a cantare, suona la tastiera (compito che divide con Bain). Onde evitare che il frontman sia relegato dietro a una tastiera durante i concerti, la band recluta il tastierista Claude Schnell.
Il secondo album del gruppo è The Last in Line (pubblicato il 2 luglio del 1984), seguito da Sacred Heart, pubblicato il 15 agosto 1985. Durante il tour che accompagna l'uscita di quest'ultimo album la band registra vari pezzi che vengono poi pubblicati nel mini LP Intermission insieme alla nuova canzone Time to Burn.
Nel 1986 Vivian Campbell lascia la band per unirsi agli Whitesnake e viene sostituito da Craig Goldy (che suona per la prima volta proprio su Time to Burn). Il 21 luglio 1987 esce Dream Evil, quarto studio album dei Dio.
A questo punto la formazione subisce profondi cambiamenti: arrivano nuovi musicisti tra cui il sedicenne chitarrista Rowan Robertson, il bassista Teddy Cook, il batterista Simon Wright e il tastierista Jens Johansson. La nuova band pubblica Lock Up the Wolves nel 1990.
Nel biennio 1991-1992 Ronnie torna nei Black Sabbath con i quali pubblica un solo album, Dehumanizer nel 1992. Dopo questa breve esperienza, Ronnie ricostituisce i Dio, di cui fa ora parte il chitarrista sudafricano Tracy G. (Tracy Grijalva), il rientrante Vinny Appice alla batteria, l'ex Dokken Jeff Pilson al basso e Scott Warren alle tastiere. Durante questa nuova stagione del gruppo vengono pubblicati gli album Strange Highways, Angry Machines e Inferno: Last in Live. In questo periodo, il gruppo termina di scrivere canzoni a tema fantastico e si concentra su questioni e problemi moderni.
Inoltre sempre nello stesso anno, partecipano in Svezia a un tour in compagnia di Manowar e Motörhead, chiamato Monsters of the Millennium Tour.
Nel 2000 rientrano Bain, Wright e Goldy per l'ottavo studio album di Dio, Magica, che presenta un ritorno al classico sound della band, a cui viene dato un tocco moderno, tramite l'incrementato uso delle tastiere. Prima del completamento del disco successivo, Killing the Dragon, pubblicato nel 2002 dalla Spitfire Records, Goldy lascia per problemi personali e viene sostituito da Doug Aldrich, il quale cede il posto a Goldy nell'estate del 2003 per entrare nei Whitesnake. Successivamente, anche Bain lascerà il gruppo.
Nel 2004 vede la luce il decimo lavoro dei Dio, Master of the Moon, pubblicato il 7 settembre negli Stati Uniti dalla Sanctuary Records e il 30 agosto in Europa dalla SPV Records. Per l'occasione si riunisce alla band Jeff Pilson al basso. L'anno seguente esce il live Evil or Divine - Live in New York City, una registrazione dello stesso spettacolo già visto nell'omonimo DVD del 2003. Ronnie sosterrà di non aver avuto alcun controllo su quest'ultimo album in quanto aveva già lasciato la casa discografica quando è stato pubblicato.
Sempre nel 2005, la band inizia un tour (che tocca America Latina, Giappone, Europa e Russia) intitolato An Evening with Dio. Lo spettacolo è diviso in due parti: la prima è formata da una normale selezione di pezzi, mentre nella seconda viene eseguito per intero lo storico album del 1983 Holy Diver. Pare che una delle serate in Russia sia stata filmata per essere poi pubblicata in un DVD live.
Nel 2007, i membri dei Black Sabbath annunciarono che si sarebbero riuniti con Ronnie James Dio sotto il nome di Heaven & Hell. Il gruppo pubblicò l'album The Devil You Know nel 2009.
Il 16 maggio 2010 Ronnie James Dio muore per un canco allo stomaco, decretando il definitivo scioglimento dei Dio.
Nel maggio 2012 si è riunita parte della vecchia formazione del gruppo composta da Vivian Campbell (chitarra), Vinny Appice (batteria), Jimmy Bain (basso), Claude Schnell (tastiera) con il cantante Andrew Freeman in sostituzione di Ronnie James Dio. Il nuovo progetto ha preso il nome di Last in Line.

## Formazione

### Ultima
- Ronnie James Dio – voce (1982-1991, 1993-2010)
- Craig Goldy – chitarra (1986-88, 2000-01, 2004-2010)
- Rudy Sarzo – basso (2004-2010)
- Simon Wright – batteria (1989-1994; 1997-2010)
- Scott Warren – tastiera (1994-2010)

### Ex componenti
- Jake E. Lee – chitarra (1982)
- Vivian Campbell – chitarra (1982-1987)
- Jimmy Bain – basso, tastiera (1982-1993; 1997-2005)
- Vinny Appice – batteria (1982-1990, 1993-1996)
- Claude Schnell – tastiera (1983-1990)
- Rowan Robertson – chitarra (1989-1993)
- Teddy Cook – basso (1989-1994)
- Jerry Best – basso (1995)
- Jens Johansson – tastiera (1989-1994)
- Tracy G – chitarra (1994-1999)
- Jimmy Bain – basso (1998-1999)
- Chuck Garric – basso (1999-2000)
- Jeff Pilson – basso (1993-1997, 2003-2004)
- Doug Aldrich – chitarra (2001-2005)

## Discografia
- 1983 – Holy Diver
- 1984 – The Last in Line
- 1985 – Sacred Heart
- 1987 – Dream Evil
- 1990 – Lock Up the Wolves
- 1993 – Strange Highways
- 1996 – Angry Machines
- 2000 – Magica
- 2002 – Killing the Dragon
- 2004 – Master of the Moon